# Libellago lineata
Libellago lineata es una especie de zigóptero de la familia Chlorocyphidae, nativa de Asia.

## Distribución y hábitat
Se distribuye en China, India, Indonesia, Laos, Malasia, Myanmar, Nepal, Taiwán, Tailandia y Vietnam. Habita en la cercanía de flujos de agua corriente con una vegetación relativamente abierta.

## Subespecies
- Libellago lineata andamanensis (Fraser 1924)
- Libellago lineata blanda (Selys)
- Libellago lineata indica (Fraser, 1928)
- Libellago lineata lineata (Burmeister, 1839)[2]